# Vascosoma coiffaiti
Vascosoma coiffaiti är en mångfotingart som beskrevs av Jean-Paul Mauriès 1966. Vascosoma coiffaiti ingår i släktet Vascosoma och familjen Origmatogonidae. Inga underarter finns listade i Catalogue of Life.